# DJ Scratch
DJ Scratch, właśc. George Spivey (ur. 21 czerwca 1968 w Brooklynie) – amerykański DJ i producent muzyczny, aktywny od II połowy lat 80.
Jako producent współpracował między innymi z: EPMD, LL Cool J, 50 Centem, Talibem Kwelim, Bustą Rhymesem i DMXem.

## Życiorys i kariera muzyczna
Dorastał słuchając kaset Grandmaster Flasha, dzięki któremu postanowił zostać DJ-em. Wkrótce po wygraniu New Music Seminar Battle for World Supremacy DJ Championship w 1988 roku Scratch dołączył do trasy koncertowej zespołu Run-D.M.C. Zaprzyjaźnił się z jednym z jego członków, Jam Master Jayem, który stał się jego muzycznym mentorem rozwijając jego umiejętności w zakresie obsługi gramofonów, dostosowania występów w poszczególnych miejscach poprzez wymyślanie tricków służących budowaniu oryginalnego wizerunku scenicznego, często z wykorzystaniem postaci z horrorów (jak wizerunek Jasona Voorheesa z serii Piątek, trzynastego). Po zakończeniu trasy Jay polecił Scratcha zespołowi EPMD, który akurat poszukiwał zdolnego DJ-a. Po sprawdzeniu umiejętności Scratcha podczas pierwszego koncertu zespół zaangażował go.
Zrealizował scratch na albumie EPMD, Unfinished Business, wydanym w 1989 roku oraz na pięciu kolejnych albumach zespołu z wyjątkiem utworu „Brothers On My Jock” na Business As Usual.
W latach 90. dał się poznać jako producent muzyczny produkując, przeważnie we współpracy z innymi, szereg albumów, EP-ek i singli, w tym:
- EPMD – Head Banger (1992)
- PMD – I Saw It Cummin’ (1994)
- Busta Rhymes – „Do My Thing” / „Abandon Ship” (1996)
- Busta Rhymes – „Woo Hah!! Got You All In Check” (1996)
- PMD – Bu$ine$$ I$ Bu$ine$$ (1996)
- Busta Rhymes – The Coming (1996)
- Busta Rhymes – Live To Regret (1996)
- Busta Rhymes – When Disaster Strikes... (1997)
- Ill Al Skratch – Keep It Movin’ (1997)
- Flipmode Squad – Cha Cha Cha (1998)

Był DJ-em-rezydentem w trzech ogólnokrajowych programach telewizyjnych: Hip Hop Hold Em, Uptown Comedy Club i Rap City, The Basement. W 1997 roku wystąpił w filmie dokumentalnym Rhyme & Reason.
W 2009 roku wydał, wspólnie z Bustą Rhymesem album I Bullshit You Not.
Około 2015 roku po nieporozumieniach opuścił EPMD, po czym na Instagramie publicznie wyraził swoje zarzuty wobec zespołu.
W 2016 roku uaktualnił i ponownie uruchomił swoją aplikację ScratchVision.com, po czym wyruszył w światową trasę koncertową. Później był artystą otwierającym trasę Beyoncé.
4 marca 2022 roku ukazał się wspólny album Scratcha i RZA, zatytułowany Saturday Afternoon Kung Fu Theater. Komentując okoliczności, które skłoniły go do tej współpracy, Scratch stwierdził:

Jako fan Wu-Tang, chcę usłyszeć brzmienie Wu-Tang. Chcę usłyszeć skity kung fu, dialog kung fu, to brzmienie, które sprawiło, że zakochaliśmy się w Wu-Tang. Więc chciałem to brzmienie przywrócić podczas produkcji tego albumu i oczywiście dodać również moje charakterystyczne brzmienie.

15 kwietnia 2022 roku ukazała się EP-ka 420 Hits: Method Man & Redman duetu Method Man & Redman, której współproducentem (razem z Robertem Diggsem i Erickiem Sermonem) był Scratch.

## Nagrody i nominacje
- 1988 – zdobył tytuł New Music Seminar Battle For World Supremacy DJ champion[13]

- 2000 – piosenka „Gimme Some More” Busty Rhymesa, wyprodukowana przez Scratcha została nominowana do nagrody Grammy w kategorii: Best Rap Solo Performance[14]

- 2010 – w grudniu zdobył światowy tytuł DJ-a, biorąc udział i wygrywając Season One pierwszego w historii konkursu DJ Reality Show „Master Of The Mix” na antenie BET/VH-1[15].

- 2012 – został pierwszym laureatem nagrody Global Spin Awards „Turntablist Of The Year Award”. (Nagroda Grammy dla DJ-ów). Następnie zdobył tę nagrodę w kolejnych dwóch latach[15].